# Liselotte Pulver

Liselotte Pulver, 1968 (Quelle)

Liselotte Schmid-Pulver, auch bekannt als Lilo Pulver (* 11. Oktober 1929 in Bern), ist eine Schweizer Schauspielerin. Sie wirkte in über 50 Kinofilmen mit und zählt zu den prominentesten und beliebtesten Stars des deutschsprachigen Kinos der 1950er und 1960er Jahre. Ihr komisches Talent entdeckte 1952 der Regisseur Kurt Hoffmann, ihr wichtigster Förderer, mit dem sie zehn Filmkomödien realisierte. Zu ihren bedeutendsten Filmen zählen Ich denke oft an Piroschka, Das Wirtshaus im Spessart, Die Zürcher Verlobung und Eins, zwei, drei.
Charakteristisch ist ihr herzliches Lachen. Siebenmal wurde sie mit dem Bambi ausgezeichnet, davon 2018 für ihr Lebenswerk.

## Leben

### Jugend, Ausbildung und erste Schritte als Schauspielerin
Liselotte Pulver kam als drittes Kind des Kulturingenieurs Fritz Eugen Pulver und von dessen Ehefrau Germaine zur Welt. Sie hatte einen Bruder namens Eugen Emanuel (1925–2016) und eine Schwester, Corinne Pulver (1927–  2023), die Journalistin wurde. Ab 1945 besuchte Pulver die Handelsschule und arbeitete nach dem Diplom 1948 als Fotomodell. 
Nach eigenen Angaben soll sie eine unglückliche Liebe zu einem Berner Chirurgen inspiriert haben, ihr Glück als Schauspielerin zu versuchen. Sie nahm Schauspielunterricht bei Paul Kalbeck in Bern, nachdem sie zuerst Unterricht bei Margarethe Noé von Nordberg genommen hatte. Anschliessend spielte sie am Stadttheater Bern zunächst kleine Rollen und dann die Hauptrolle der Marie in Clavigo; 1949 wurde sie vom Schauspielhaus Zürich engagiert und auf der Pfauenbühne gefördert. Sie spielte unter der Regie von Kurt Hirschfeld in Schillers Kabale und Liebe die Luise, die Hauptrolle in Kleists Käthchen von Heilbronn und die Lucy in der Dreigroschenoper unter der Regie von Oskar Wälterlin. Laut ihren eigenen Angaben wäre sie ohne das Schauspielhaus Zürich wohl immer noch eine kleine Sekretärin.

### Deutschsprachige Filmproduktionen

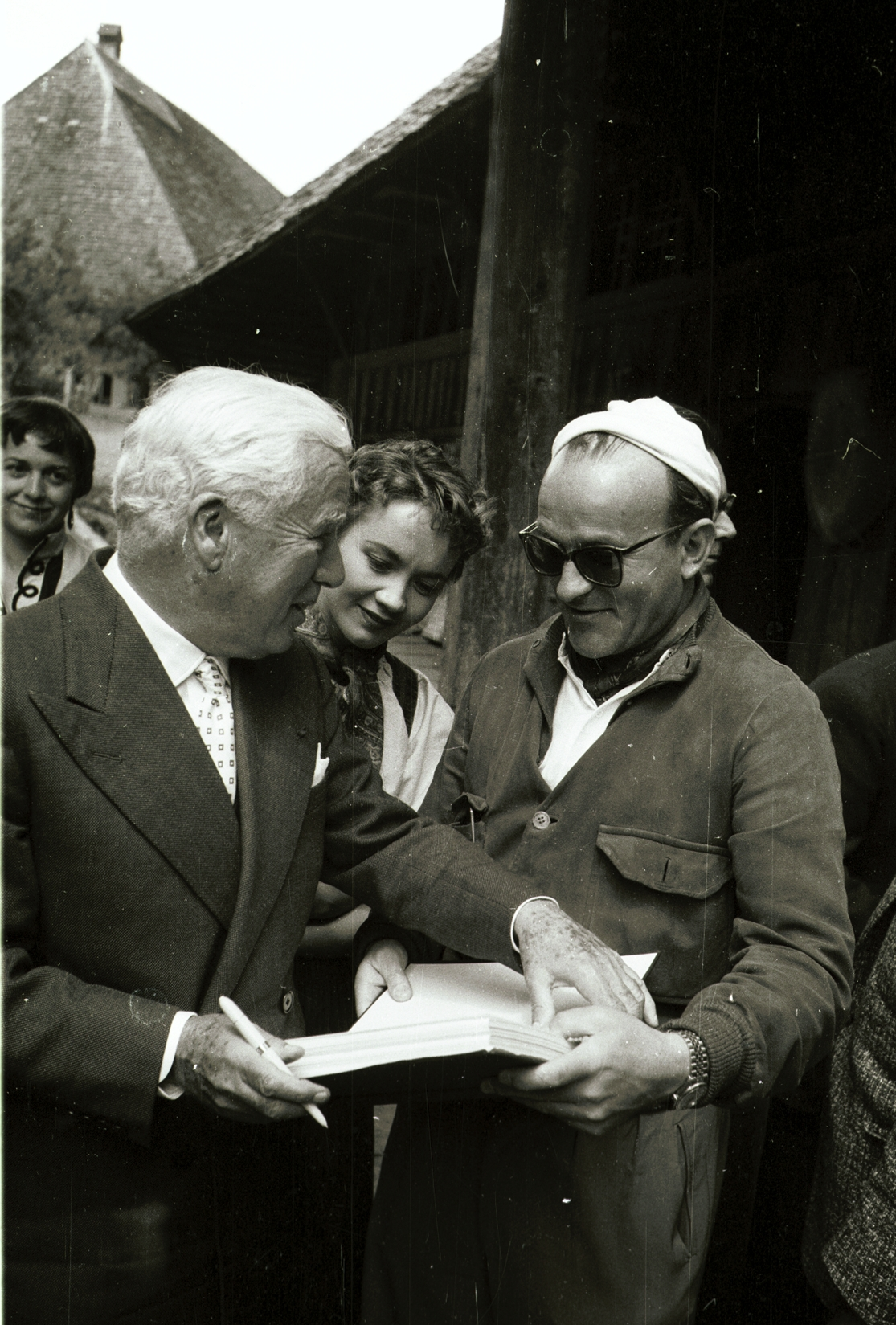
Franz Schnyder, rechts, und Charlie Chaplin, links, beim Besuch der Dreharbeiten von Ueli der Pächter, dahinter Liselotte Pulver; Foto: Hans Gerber, Comet Photo, Bildarchiv der ETH-Bibliothek Zürich, 1955

1950 stand sie im Schweizer Film Swiss Tour von Richard Schweizer unter der Regie von Leopold Lindtberg in einem kurzen Auftritt neben berühmten Schauspielern wie Simone Signoret und Heinrich Gretler erstmals vor der Kamera. In einer grösseren Rolle debütierte sie als Filmschauspielerin in Föhn an der Seite von Hans Albers und wurde von den Agentinnen Ilse Alexander und Elli Silman unter Vertrag genommen. 1951 avancierte sie neben O. W. Fischer in Heidelberger Romanze zum Publikumsliebling. Bald war sie auf burschikose, freche Frauenrollen festgelegt.

### Entdeckung des komischen Talents
Der Regisseur Kurt Hoffmann entdeckte das komische Talent von Lilo Pulver. 1952 spielte die damals 22-Jährige im Film Klettermaxe die kubanische Tänzerin Corry Bell. Hoffmann, mit dem sie insgesamt zehn Filme realisierte, war ihr wichtigster Förderer. Mit Ich denke oft an Piroschka im Jahr 1955 gelang ihr der internationale Durchbruch.
Ihre Popularität wuchs im deutschsprachigen Raum durch die Rolle des Vreneli in den Verfilmungen der Romane von Jeremias Gotthelf in Uli der Knecht und Uli der Pächter. Ab Mitte der 1950er bis weit in die 1960er Jahre war Pulver mit weiteren Filmerfolgen wie Der letzte Sommer, Die Zürcher Verlobung, Das Wirtshaus im Spessart und Das Spukschloß im Spessart vor allem in der Bundesrepublik Deutschland eine der populärsten Darstellerinnen des deutschsprachigen Kinos. 1960 spielte sie in dem Film Das Glas Wasser von Helmut Käutner an der Seite von Gustaf Gründgens.

### Internationale Produktionen
International bekannt wurde sie 1958 durch die Hauptrolle in Douglas Sirks Remarque-Verfilmung Zeit zu leben und Zeit zu sterben an der Seite von John Gavin sowie in Billy Wilders Komödie Eins, zwei, drei von 1961, in der sie neben James Cagney und Horst Buchholz das blonde Fräuleinwunder «Fraulein  Ingeborg» spielte und in einer Szene in einem gepunkteten Kleid zur Musik von Aram Chatschaturjans Säbeltanz auf einem Tisch tanzend sowjetischen Agenten den Kopf verdreht.
Internationale Anerkennung erfuhr die Schauspielerin auch durch die Einladung 1961 in die Wettbewerbsjury der Internationalen Filmfestspiele von Cannes. 1964 war sie für ihre Rolle als Sonya in Staatsaffären zudem für einen Golden Globe als beste Nebendarstellerin nominiert. Eine Karriere in Hollywood blieb Pulver verwehrt. In ihrer Autobiografie … wenn man trotzdem lacht von 1993 bereute sie ihre vertragsrechtlich beziehungsweise gesundheitlich bedingten Absagen vielversprechender Rollenangebote in internationalen Produktionen wie Ben Hur, El Cid und Der Gendarm von St. Tropez. «Das waren absolute Keulenschläge, kann man sagen! Nach denen steht man nicht so leicht wieder auf», so Pulver Jahrzehnte später über die verlorenen Rollen in Ben Hur und El Cid.
Liselotte Pulver stand auch für zahlreiche französische Produktionen vor der Kamera, unter anderem zweimal an der Seite von Jean Gabin. Ihre wohl anspruchsvollste Rolle spielte sie in dem von Jacques Rivette inszenierten Film Die Nonne als Äbtissin, die sich in einen ihrer Schützlinge (Anna Karina) verliebt.

### Späte Schaffensphase

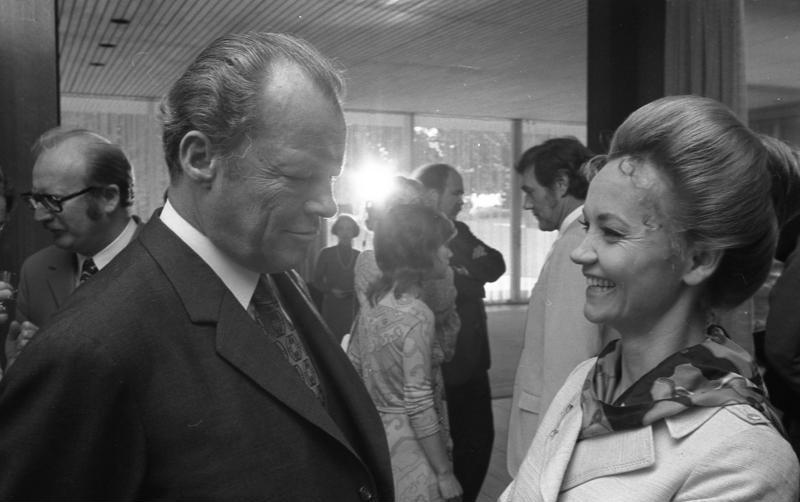
Liselotte Pulver im Gespräch mit Bundeskanzler Willy Brandt;
Foto: Engelbert Reineke,
Bonn, 23. Juni 1971

Ab den 1970er Jahren war Pulver nur noch selten im Kino präsent, auch die Zahl ihrer Fernsehauftritte nahm ab. Ein kleines Comeback erlebte sie von 1978 bis 1985 als «Lilo» im Kinderfernsehen in der deutschen Rahmenhandlung der Sesamstraße des NDR. Sie war auch in einigen anderen Fernsehproduktionen und Kinofilmen zu sehen; ein Cameo in der Neuverfilmung Die Zürcher Verlobung – Drehbuch zur Liebe war 2007 ihr bislang letzter Auftritt vor der Kamera. Im Jahr 2012 gab sie bekannt, keine Rollen mehr übernehmen zu wollen.

### Ehrungen
1980 wurde Pulver für ihr langjähriges hervorragendes Wirken im deutschen Film mit dem Filmband in Gold ausgezeichnet. Im Laufe ihrer Schauspielkarriere erhielt sie sechsmal den Bambi. 1996 wurde sie mit der Platin-Romy geehrt, der weitere Auszeichnungen für ihr Lebenswerk folgten.
Bereits gegen Ende des 20. Jahrhunderts wurde die damals 70-jährige Liselotte Pulver erstmals für ihr Lebenswerk mit dem Bayerischen Filmpreis ausgezeichnet. 2009 erhielt sie die Goldene Kamera, 2018 wurde sie zum siebten Mal Preisträgerin des Bambi, nun ebenfalls für ihr Lebenswerk. 2021 erhielt Pulver den Ehrenpreis des Schweizer Filmpreises.

### Privates
Liselotte Pulver war von 1961 bis zu seinem Tod 1992 mit dem Schauspieler Helmut Schmid verheiratet, mit dem sie auch in Gustav Adolfs Page, Kohlhiesels Töchter und Eins, zwei, drei spielte. Aus der Ehe gingen zwei Kinder hervor, Marc-Tell (* 1962) und Melisande (1968–1989), die durch Suizid starb. Die Journalistin Corinne Pulver (1927–2023), Lilos ältere Schwester, veröffentlichte 1993 mit Melisandes Tod ein Buch über ihre Nichte. Pulvers Neffe 2. Grades Oliver Maibach ist Schlagersänger.
Pulver lebt in dem Berner Altersheim Burgerspital, ihr (noch gesperrter) Vorlass befindet sich in der Burgerbibliothek Bern. Ihr Privatarchiv befindet sich seit 2010 im Frankfurter Filmmuseum.

## Theater (Auswahl)
- 1948: Rhodope in: Sappho von Franz Grillparzer, Stadttheater Bern, Regie: Paul Kalbeck
- 1949: Marie in: Clavigo von Johann Wolfgang von Goethe, Stadttheater Bern.
- 1949: Euphorion in Faust II von Johann Wolfgang von Goethe, Regie: Leonard Steckel, Schauspielhaus Zürich
- 1949: Emily in Unsere kleine Stadt von Thornton Wilder, Regie: Oskar Wälterlin, Schauspielhaus Zürich
- 1950: Lucy in Die Dreigroschenoper von Bertolt Brecht/Kurt Weill, Regie: Oskar Wälterlin, Schauspielhaus Zürich
- 1950: Nerissa in: Der Kaufmann von Venedig von William Shakespeare, Regie: Oskar Wälterlin, Schauspielhaus Zürich
- 1950: Luise in: Kabale und Liebe von Friedrich Schiller, Regie: Kurt Hirschfeld, Schauspielhaus Zürich
- 1951: Hero in: Viel Lärm um nichts von William Shakespeare, Regie: Leonard Steckel, Schauspielhaus Zürich
- 1951: Constance in: Die begnadete Angst von Georges Bernanos, Regie: Oskar Wälterlin, Schauspielhaus Zürich

## Filmografie

### Kinofilme
- 1949: Ein Seemann ist kein Schneemann (Swiss Tour)
- 1950: Föhn
- 1951: Heidelberger Romanze
- 1952: Klettermaxe
- 1952: Fritz und Friederike
- 1953: Hab’ Sonne im Herzen
- 1953: Von Liebe reden wir später
- 1953: Das Nachtgespenst
- 1953: Ich und Du
- 1954: Männer im gefährlichen Alter
- 1954: Schule für Eheglück
- 1954: Uli der Knecht
- 1954: Der letzte Sommer
- 1955: Griff nach den Sternen
- 1955: Hanussen
- 1955: … Und ewig ruft die Heimat (Uli der Pächter)
- 1955: Ich denke oft an Piroschka
- 1956: Heute heiratet mein Mann
- 1957: Arsène Lupin, der Millionendieb (Les aventures d’Arsène Lupin)
- 1957: Die Zürcher Verlobung
- 1957: Bekenntnisse des Hochstaplers Felix Krull
- 1958: Das Wirtshaus im Spessart
- 1958: Zeit zu leben und Zeit zu sterben (A Time to Love and a Time to Die)
- 1958: Das Spiel war sein Fluch (Le joueur)
- 1958: Helden
- 1959: Das schöne Abenteuer
- 1959: Buddenbrooks 1. Teil
- 1959: Buddenbrooks 2. Teil
- 1960: Das Glas Wasser
- 1960: Das Spukschloss im Spessart
- 1960: Gustav Adolfs Page
- 1961: Eins, zwei, drei (One, Two, Three)
- 1962: Das Haus der Sünde (Maléfices)
- 1962: Der junge General (La Fayette)

- 1962: Kohlhiesels Töchter
- 1963: Frühstück im Doppelbett
- 1963: Ein fast anständiges Mädchen
- 1964: Staatsaffären (A Global Affair)
- 1964: Monsieur
- 1965: Dr. med. Hiob Prätorius
- 1965: Pulverfaß und Diamanten (Le gentleman de Cocody)
- 1966: Hokuspokus oder: Wie lasse ich meinen Mann verschwinden…?
- 1966: Die Nonne (La religieuse)
- 1966: Blüten, Gauner und die Nacht von Nizza (Le jardinier d’Argenteuil)
- 1967: Herrliche Zeiten im Spessart
- 1969: This Is Your Captain Speaking (Kurzfilm)
- 1969: Die Hochzeitsreise
- 1972: Das fünfblättrige Kleeblatt (Le trefle à cinq feuilles)
- 1975: Monika und die Sechzehnjährigen
- 1979: Brot und Steine
- 1996: Das Superweib
- 2002: Charlie Chaplin – Die vergessenen Jahre (Dokumentarfilm)

### Fernsehen (Auswahl)
- 1954: Unsere kleine Stadt
- 1956: Smaragden-Geschichte
- 1956: Jeanne oder Die Lerche
- 1963: Berlin–Melodie – Vom Zille-Ball zum Jazzlokal
- 1966: Der Regenmacher
- 1969: Pistolen-Jenny
- 1970: Die Baumwollpflücker (Fernsehserie, 3 Folgen)
- 1971: Orpheus in der Unterwelt (Verfilmung der Inszenierung aus der Staatsoper Hamburg)
- 1971–1972: Timo (Fernsehserie)
- 1972: Hoopers letzte Jagd (Fernsehserie, 2 Folgen)
- 1972: Die Glückspirale
- 1973: Geschichten zu zweit (ep.: 'Was zu beweisen war') (Fernsehfilm)
- 1975: Moral
- 1976: Café Hungaria (Fernsehserie, 1 Folge)
- 1978–1985: Sesamstraße (Fernsehserie)
- 1978: Der Alte: Ein Koffer (Fernsehserie, 1 Folge)
- 1979: Noch ’ne Oper
- 1980: Kreuzfahrten eines Globetrotters (Fernsehserie, 1 Folge)
- 1981: Drunter und Drüber (Fernsehserie, 6 Folgen)
- 1982: Jeden Mittwoch
- 1983: Das kann ja heiter werden: Mutter gesucht (Fernsehserie, 1 Folge)
- 1983: Boeing Boeing
- 1986–1987: Die Geheimschublade (Fernsehserie, 6 Folgen)
- 1987: Lauf doch nicht immer weg
- 1988: Herbst in Lugano
- 1989–1991: Mit Leib und Seele (Fernsehserie, 9 Folgen)
- 1993: Alles aus Liebe (Fernsehserie, 1 Folge)
- 1995: Weihnachtsfest mit Hindernissen
- 1996: Alles gelogen
- 2004: René Deltgen – Der sanfte Rebell (DVD-Dokumentation)
- 2007: Die Zürcher Verlobung – Drehbuch zur Liebe
- 2019: Lilos Lachen (Dokumentarfilm)

## Veröffentlichungen
Liselotte Pulver hat mehrere autobiografische Bücher veröffentlicht. 1977 erschien unter dem Titel Ich lach’, was soll ich weinen auch eine Langspielplatte mit zwölf Neuaufnahmen ihrer Filmsongs und weiteren Liedern.

## Diskografie (Auswahl)

### Musikaufnahmen
- 1958: Das Wirtshaus im Spessart, Original Soundtrack, Electrola 7 EGW 8467 (EP)[19]
- 1960: Chansons aus Das Glas Wasser, Amiga 5 40 213 (EP)[20]
- 1962: Jedes Töpfchen find’t sein Deckelchen / Bübchen, mein Bübchen, Electrola E 22364 (Single)
- 1977: Ich lach, was soll ich weinen, Decca (LP)

### Hörbücher und Hörspiele
- 1959: Peter und der Wolf[21]
- 1960: Minna von Barnhelm oder Das Soldatenglück. (LP), Liselotte Pulver in der Titelrolle
- 1978: Mary Poppins, Karussell (LP)
- 1982: Kasperle-Theater Nr. 1 + 2, Tudor (LP)[22]

## Auszeichnungen

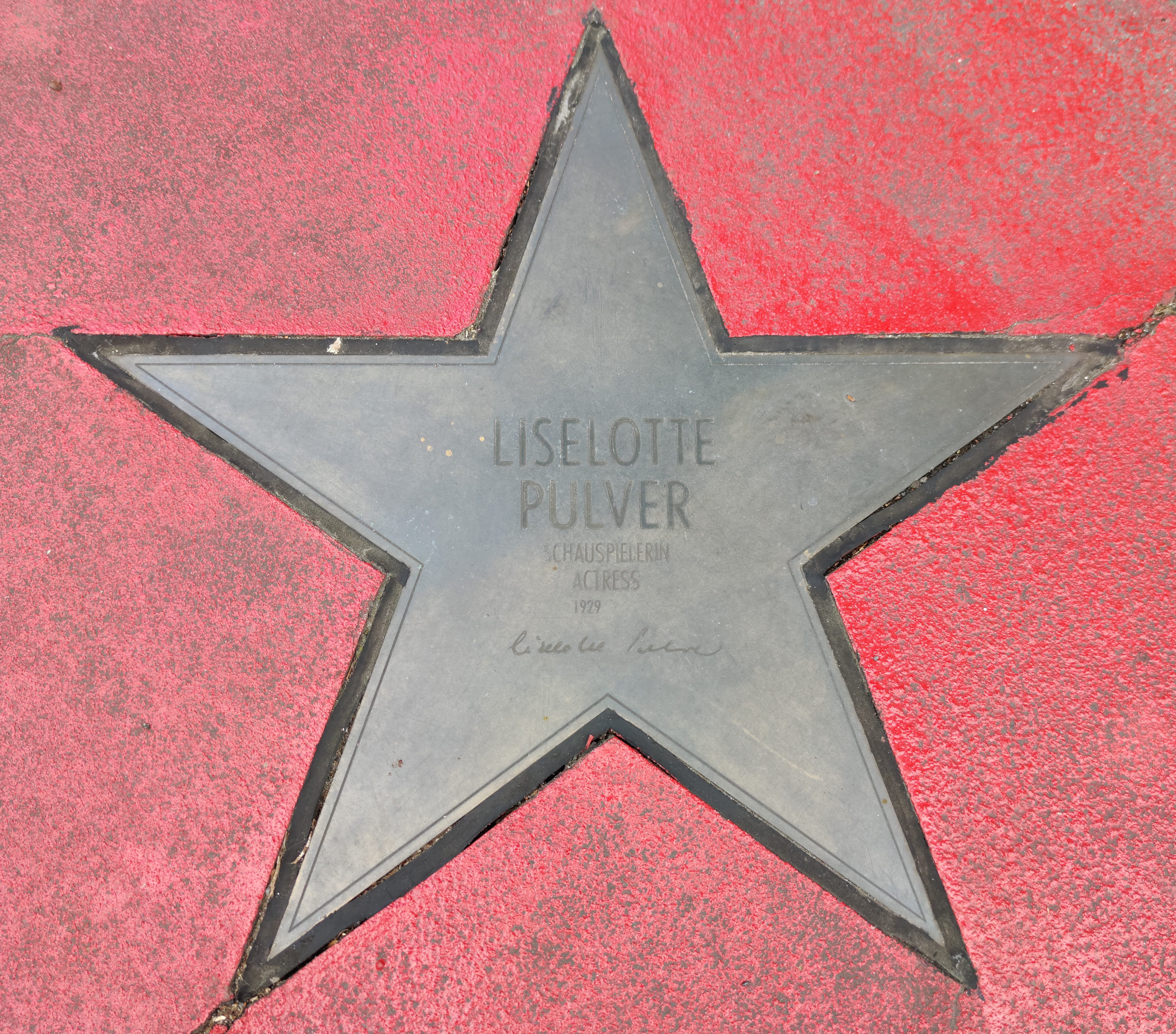
Pulvers Stern auf dem Boulevard der Stars in Berlin

- 1956: Ostende Prix Femina für Der letzte Sommer und Ich denke oft an Piroschka
- 1958: Deutscher Filmpreis – Filmband in Silber als beste Hauptdarstellerin für Das Wirtshaus im Spessart
- 1960, 1961, 1963, 1966, 1968: Bravo Otto in Bronze
- 1963: Golden-Globe-Nominierung als beste Nebendarstellerin für Staatsaffären
- 1963, 1964, 1965, 1967, 1968, 1990: Bambi
- 1964, 1967: Bravo Otto in Silber
- 1966: Goldener Bildschirm[23]
- 1973, 1974: Goldener Bildschirm[23]
- 1980: Deutscher Filmpreis – Filmband in Gold
- 1986: Verdienstkreuz I. Klasse des Verdienstordens der Bundesrepublik Deutschland
- 1996: Platin Romy
- 1998: Bayerischer Verdienstorden
- 1999: Bayerischer Filmpreis für ihr Lebenswerk
- 2007: Goldene Kamera für ihr Lebenswerk
- 2008: Schweizer Fernsehpreis – Lifetime-Award
- 2011: Stern auf dem Boulevard der Stars in Berlin
- 2011: SwissAward – Lifetime Award für ihr Lebenswerk
- 2013: Steiger Award für ihr Lebenswerk
- 2018: Bambi für ihr Lebenswerk
- 2021: Ehrenpreis des Schweizer Filmpreises[24]

## Autobiografien
- Die Lachstory. Droemer-Knaur, Zürich 1974, ISBN 3-85886-036-0 (zusammen mit Corinne Pulver).
- ... wenn man trotzdem lacht. Tagebuch meines Lebens. Ullstein, Frankfurt am Main/Berlin 1993, ISBN 3-548-22918-2.
- Bleib doch noch ein bisschen. Langen Müller, München 1996, ISBN 3-7844-2546-1 (aktuell unter ISBN 3-548-35771-7).
- Meine Wunder dauern etwas länger. Geschichten und Bilder aus meinem Leben. Langen Müller, München 2000, ISBN 3-7844-2744-8.
- Das Geheimnis meines Lachens. Langen Müller, München 2004, ISBN 3-7844-2969-6.
- Dem Leben ins Gesicht gelacht. Hoffmann und Campe, Hamburg 2016, ISBN 978-3-455-85176-2 (Gespräche mit Olaf Köhne und Peter Käfferlein).
- Was vergeht, ist nicht verloren. Drehbuch meines Lebens. Lilo Pulver öffnet ihr Privatarchiv. Hoffmann und Campe, Hamburg 2019, ISBN 978-3-455-00647-6 (mit Peter Käfferlein und Olaf Köhne).